# Decapterus macarellus

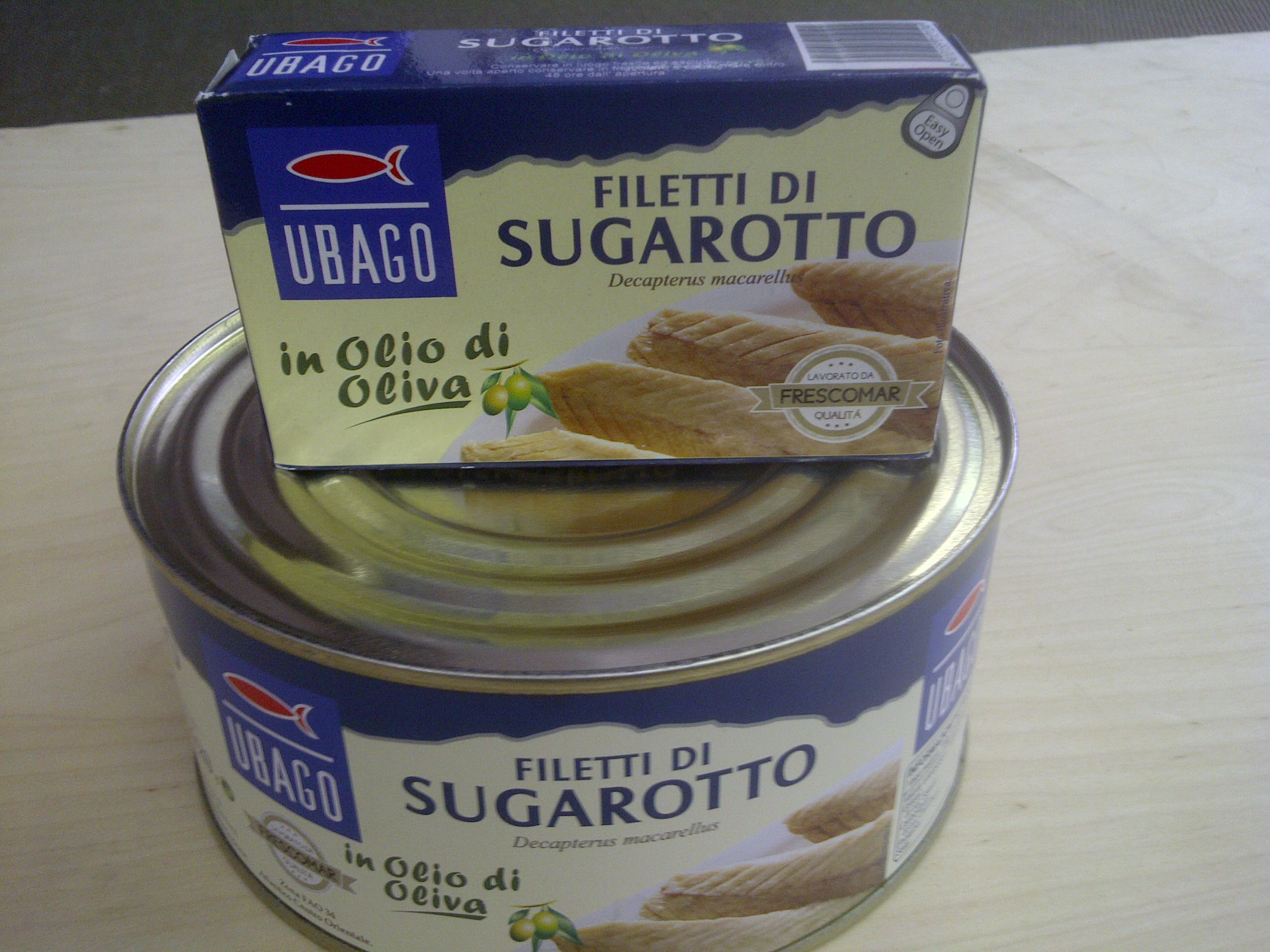
Filetti di Sugarotto in olio d'oliva

Il sugarotto (Decapterus macarellus (Cuvier, 1833)) è un pesce osseo marino appartenente alla famiglia Carangidae.

## Descrizione
Come tutti i Decapterus D. macarellus è abbastanza simile ai membri del genere Trachurus con cui condividono la forma generale del corpo slanciata e fusiforme. Sul peduncolo caudale, dietro le pinne dorsale e anale sono presenti due pinnule una nella parte dorsale e una nella parte ventrale. La colorazione è blu-verde sul dorso e bianco argenteo sul ventre. Sull'opercolo branchiale c'è una macchiolina scura. La pinna caudale è giallastra o rossastra. La taglia massima nota è di 46 cm, la taglia media degli individui è di circa 30 cm.

## Distribuzione e habitat
Questa specie si trova in gran parte degli oceani in acque tropicali, subtropicali e temperate calde. È particolarmente comune lungo le coste delle isole oceaniche. Nel mar Mediterraneo è rarissimo.
Sono pesci strettamente pelagici rari in acque superficiali ma comuni tra i 40 e i 200 metri, eccezionalmente fino ad una profondità di circa 400 m.

## Biologia
Gregario, forma banchi dal nuoto rapidissimo.

### Alimentazione
Si nutre soprattutto di zooplancton.

### Riproduzione
Depone uova pelagiche.

### Predatori
Questa specie è preda di Cephalopholis argus, Caranx ignobilis e Lutjanus monostigma.

## Pesca
Questa specie ha importanza sia per la pesca commerciale che per la pesca sportiva. Viene frequentemente usato come esca.